# Хармід (Платон)
Хармід — діалог Платона, присвячений темі софросюне (розсудливість).
Цей діалог Платона входить до його ранніх діалогів. Які почасти завершуються апоріями. Майже всі якісні переклади російською чи латиною мають пагінації. У вказаному описі вказані основні пагінації ключових моментів діалогу.
Діалог починається з того, що Сократ зустрічається з Херофонтом. Він повернувся з війни, де брав участь у битвах. Сократ запитав як в Атенах справи з філософією і чи з'явилися цікаві філософи, поки його не було. Крітій розповів про свого протеже Харміда, який є філософом і добре володіє даром розсудливості.

## Зміст
Спочатку даються три односторонніх і тому неправильних визначення розсудливості, які тут же і відкидаються.
- Перше визначення свідчить, що розсудливість — це благопристойність і спокій душі та тіла. Це визначення одностороннє тому, що дуже часто прекрасними є швидкість, рішучість і навіть відповідність. Хороший атлет не той, який спокійний і нерішучий. З одним спокоєм і малорухливістю недалеко підеш, як в художніх змаганнях так і в міркуваннях, оскільки в них потрібна швидкість, тямущість і по можливості негайне охоплення предмета (159b — 160d).
- Згідно з другим визначенням, під розсудливістю потрібно розуміти сором'язливість душі. Це теж неправильно, оскільки в одних випадках сором'язливість хороша, а в інших вона буває зовсім не гарна, коли, наприклад, бідняк соромиться своєї бідності (160е — 161b).
- Третє визначення свідчить, що розсудливість — «заняття своїм». Щось на кшталт цього дійсно входить в поняття розсудливості. Але чому ж тут мова йде тільки про «своє власне»? Адже можна на основі розсудливості добре робити і чуже. Крім того, і своє щось потрібно робити не просто будь-як, але правильно, істинно, і гарно (161b — 164е). Далі йде частина діалогу (164d — 176d), позитивніша, в той час як розглянута перша частина (157а — 164с) була зумовлена переважно негативною.

Основна ідея ранніх діалогів Платона, містится в дельфійському надписі «Пізнай себе». Саме з усвідомлення свого невігластва Євтифрона, Алківіада і Харміда, мало б призвести до самопізнання і як наслідок до розвитку розумових здібностей. Таким чином, філософія Платона вже в ранній період будується як вихвалянні знання, як незмінний гімн розуму, як крик про необхідність розумного обґрунтування.